# Grigori Ordjonikidze
Grigol Ordjonikidze (georgià: გრიგოლ (სერგო) ორჯონიკიძე - Grigol (Sergo) Orjonikidze, rus: Григо́рий Константи́нович Орджоники́дзе, generalment conegut com a Sergo Ordjonikidze (Серго́); (24 d'octubre de 1886 – 18 de febrer de 1937) fou un bolxevic georgià, que va ser membre del Politburó i amic íntim de Ióssif Stalin. Ordjonikidze, Stalin i Anastàs Mikoian van formar el que es va conèixer com el "Trio del Caucas".

## Biografia
Grigol Ordjonikidze va néixer a Kharagauli, a l'oest de Geòrgia, en el si d'una família noble. Ordjonikidze va estar involucrat en la política radical el 1903, i després de graduar-se com a metge a l'Escola Mèdica de l'Hospital Mikhailov de Tiflis, sent detingut per contraban d'armes. Va ser alliberat i marxà a Alemanya, però el 1907 tornà a Rússia i s'establí a Bakú, on treballà al costat de Stalin i d'altres. Es creu que Sergo va estar involucrat a l'assassinat del Príncep Ilia Txavtxavadze el 1907, un preeminent poeta i intel·lectual georgià. Sergo també participà en la Revolució Constitucional Persa en una missió del Partit Bolxevic, estant una temporada a Teheran el 1909.

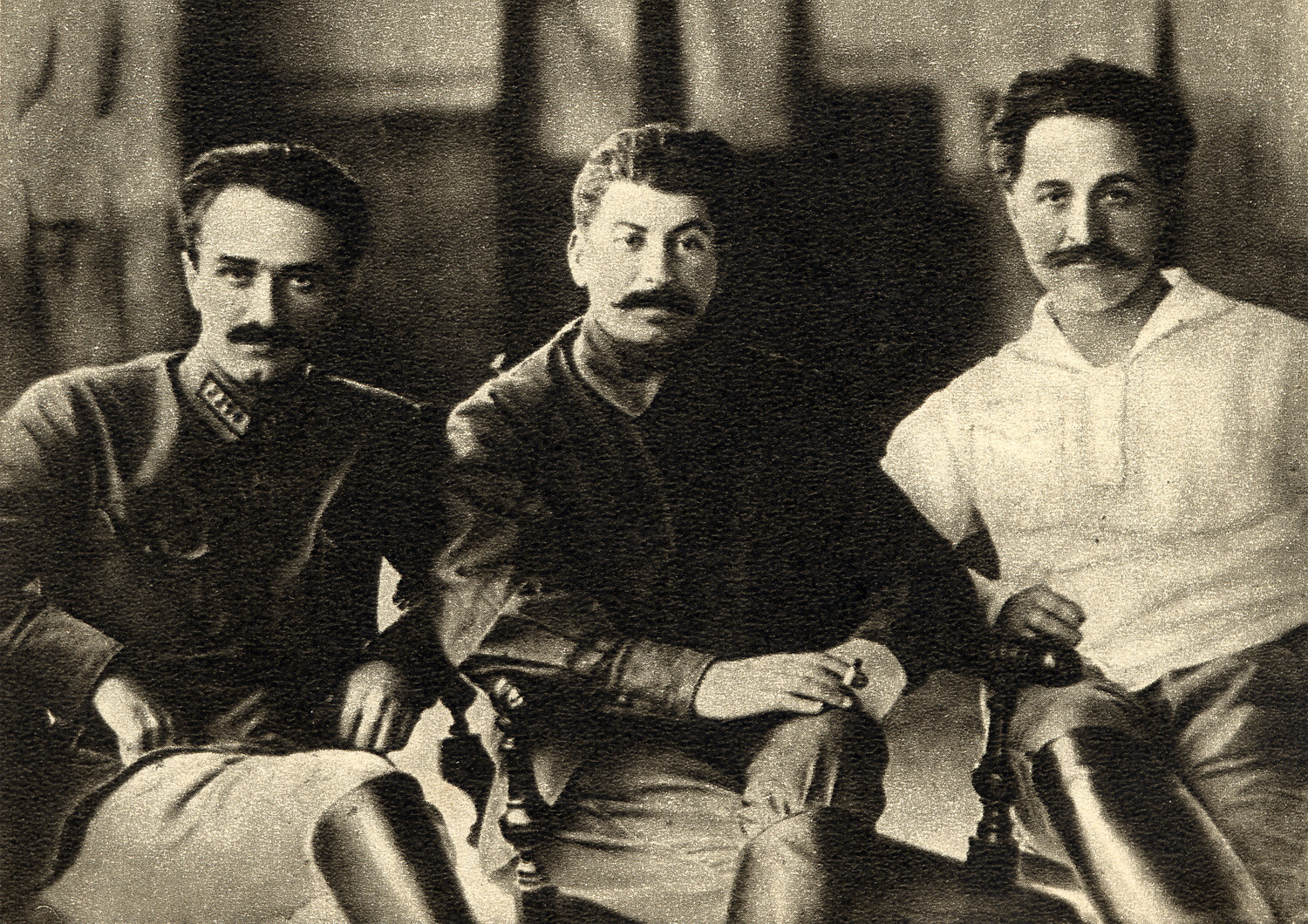
El "trio del Caucas": Mikoian, Stalin i Ordjonikidze.

Va ser detingut per ser pertànyer al Partit Obrer Socialdemòcrata i deportat a Sibèria, d'on aconseguí escapar 3 anys després. Tornà amb Stalin a Sant Petersburg a l'abril de 1912, però de nou tornà a ser detingut i sentenciat a 3 anys de treballs forçats. Durant un temps serví al collegium de la nova txeka. Durant el transcurs de la Guerra Civil Russa esdevingué comissari per la Ucraïna i va participar en els combats contra l'Exèrcit Blanc d'Anton Denikin al Caucas. Nomenat president del Bureau Caucàsic del Partit Comunista Rússia el 1920, va ser instrumental en la incorporació del Caucas en la naixent Unió Soviètica. Després que els bolxevics es fessin càrrec de l'Azerbaidjan i Armènia el 1921 Ordjonikidze dirigí invasió bolxevic de la República Democràtica de Geòrgia i establiren la República Socialista Soviètica de Geòrgia. Posteriorment lluità per reduir l'autonomia georgiana de la RSFS de Rússia i esdevingué una figura clau a l'afer georgià de 1922. Durant el mateix període ajudà a en l'establiment de Mirza Koochak Khan l'efímera República Socialista de Gilan, al nord de l'Iran.

### Membre del Politburó
Ordjonikidze va ser nomenat pel Politburó el 1926; entre 1926 i 1930 presidí el Comitè de Control del Partit (que juntament amb la OGPU i el Comitè Central supervisaven tota la vida pública soviètica i el 1932 va ser nomenat Comissari de la Indústria Pesant Soviètica. D'acord amb l'historiador Roy Medvedev, Ordjonikidze s'oposà a les purgues de Stalin, Làzar Kaganóvitx i Nikolai Iejov, i a la detenció del vice-comissari de la indústria pesant, Georgi Piatakov. L'historiador Oleg Khlevniuk no ha trobat proves als arxius soviètics que suggereixin que Ordjonikidze estava en desacord amb els Judicis de Moscou, incloent la detenció, judici i execució de Piatakov. D'acord amb Khlevniuk, Ordjonikidze qüestionà personalment a Piatakov, i estava convençut de la seva culpa. Segons Robert Service, Piatakov va ser portat a entrevistar-se amb Ordjonikidze davant de Stalin, confirmant el testimoni donat a l'NKVD. Va fer un esbos per a un discurs al febrer-març de 1937 al Plenari del Comitè Central que no deixava dubte de la seva determinació per eliminar sabotejadors com Piatakov des del seu comissariat. Suposadament allà existeix una còpia del discurs, que va ser lliurat al Plenari per Mòlotov després de la mort d'Ordjonikidze. En general, Khlevniuk manté que podria haver estat un estalinista tou, però malgrat tot un estalinista.

### Mort
Ordjonikidze va morir durant la nit del 17-18 de febrer de 1937. Després d'un violent altercat amb Stalin va disparar-se un tret. Oficialment, la seva mort va atribuir-se a un atac de cor. El 19 de febrer, Pravda publicà un informe signat per 3 metges i pel Comissari del Poble de Salut Grigori Kaminski, afirmant que Ordjonikidze havia "mort per la paràlisi del cor".
L'urna amb les seves cendres va ser enterrada el 21 de febrer a la muralla del Kremlin de la Plaça Roja de Moscou.
La història que Ordjonikidze s'havia suïcidat va ser mencionada per primera vegada per Nikita Khrusxov durant el seu Discurs Secret del 25 de febrer de 1956. Khrusxov ho afirmà de nou en el seu discurs del XXII Congrés del PCUS el 1961. A les seves memòries, Khrusxov donà dues fonts contradictòries per a la seva història: Anastàs Mikoian, que suposadament li ho va dir després de la guerra, i Georgi Malenkov, que suposadament li ho va dir durant la guerra.
Roy Medvedev informa d'un rumor que els arxius i papers de Ordjonikidze van ser posteriorment confiscats per Lavrenti Béria, i que els guardaespatlles d'Ordjonikidze i la seva secretària personal, així com els seus germans Ivan i Konstantin, també van ser detinguts. Realment els seus germans van ser detinguts, però en moments diferents i aparentment sense relació amb la mort de Sergo.

## Llegat

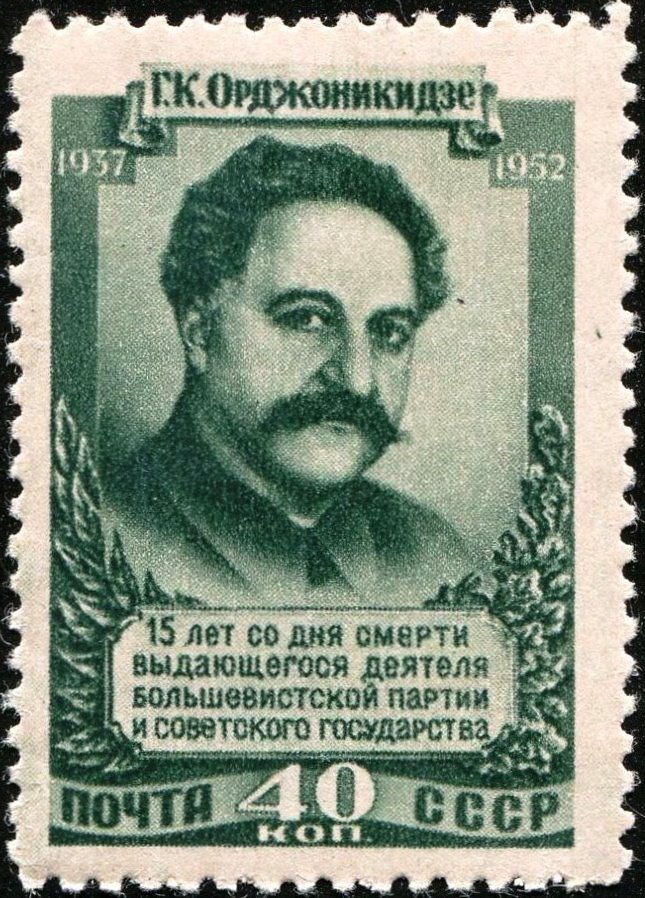
Grigory Ordjonikidze a un segell de 1952.

Diverses ciutats i districtes de la Unió Soviètica van ser redenominats Ordjonikidze en honor seu, com Vladikavkaz a Rússia i Vahdat al Tajiikistan. La Planta Sokol, el principal fabricant dels caces MiG va ser batejada en honor de Sergo Ordjonikidze, així com l'Institut Aeronàutic de Moscou. Al barri moscovita de Donskoi (Донско́й райо́н en rus) te un carrer al seu nom.

## Condecoracions
- Orde de Lenin (1935)
- Orde de la Bandera Roja (1921)
- Orde de la Bandera Roja del Treball (1936)
- Orde de la Bandera Roja de l'RSS de Geòrgia
- Orde de la Bandera Roja de l'RSS de l'Azerbaidjan